# Damligan 2008/2009
Damligan 2008/2009 i basket spelades 12 oktober 2008-4 mars 2009. Serien innehöll 12 lag och 22 omgångar. Lag 1-8 gick vidare, för att bilda två kvartsfinalserier som spelades under perioden 18-23 mars 2009. Alla lag möttes där hemma och borta inom samma grupp, vilket totalt blev sex omgångar. Lag 1-4 bildade en grupp där de tre bästa gick till semifinal, medan lag 5-8 bildade en grupp där bästa laget gick till semifinal.
Efter slutspel vann Solna Vikings det svenska mästerskapsguldet.
Säsongen inleddes med att alla matcher under första omgången spelades i Solnahallen .

## Grundserien
| Plats | Lag                       | Spelade | Vinster | Förluster | +/-       | Poäng |
| ----- | ------------------------- | ------- | ------- | --------- | --------- | ----- |
| 1     | Solna Vikings             | 22      | 19      | 3         | 1651-1255 | 38    |
| 2     | Telge Energi              | 22      | 18      | 4         | 1669-1295 | 36    |
| 3     | 08 Stockholm Human Rights | 22      | 18      | 4         | 1596-1313 | 34    |
| 4     | Luleå BBK                 | 22      | 18      | 4         | 1699-1406 | 36    |
| 5     | Marbo Basket              | 22      | 11      | 11        | 1690-1615 | 22    |
| 6     | Visby Ladies Basket Club  | 22      | 11      | 11        | 1458-1542 | 22    |
| 7     | Sundsvall Saints          | 22      | 10      | 12        | 1640-1559 | 20    |
| 8     | Norrköping Dolphins       | 22      | 10      | 12        | 1441-1539 | 20    |
| 9     | Jämtland Basket           | 22      | 6       | 12        | 1265-1593 | 12    |
| 10    | Brahe Basket              | 12      | 5       | 17        | 1317-1586 | 10    |
| 11    | Umeå Comets               | 22      | 3       | 19        | 1305-1611 | 6     |
| 12    | Eskilstuna Basket         | 22      | 3       | 19        | 1355-1772 | 6     |

## Kvartsfinalserier

### Grupp 1
| Plats | Lag                       | Spelade | Vinster | Förluster | +/-     | Poäng |
| ----- | ------------------------- | ------- | ------- | --------- | ------- | ----- |
| 1     | Solna Vikings             | 6       | 5       | 1         | 421-354 | 12    |
| 2     | Luleå BBK                 | 6       | 3       | 3         | 396-377 | 6     |
| 3     | Telge Energi              | 6       | 3       | 3         | 437-443 | 6     |
| 4     | 08 Stockholm Human Rights | 6       | 1       | 5         | 327-407 | 2     |

### Grupp 2
| Plats | Lag                      | Spelade | Vinster | Förluster | +/-     | Poäng |
| ----- | ------------------------ | ------- | ------- | --------- | ------- | ----- |
| 1     | Norrköping Dolphins      | 6       | 5       | 1         | 450-416 | 10    |
| 2     | Sundsvall Saints         | 6       | 4       | 2         | 389-363 | 8     |
| 3     | Marbo Basket             | 6       | 3       | 3         | 390-396 | 6     |
| 4     | Visby Ladies Basket Club | 6       | 0       | 6         | 360-414 | 0     |

## Semifinaler: Bäst av fem
- 1 april 2009: Telge Energi-Luleå BBK 73-66
- 1 april 2009: Solna Vikings-08 Stockholm Human Rights 63-53

- 3 april 2009: Luleå BBK-Telge Energi 60-65
- 4 april 2009: 08 Stockholm Human Rights-Solna Vikings 53-72

- 6 april 2009: Telge Energi-Luleå BBK 64-56 (Telge Energi vidare med 3-0 i matcher)
- 6 april 2009: Solna Vikings-08 Stockholm Human Rights 73-68 (Solna Vikings vidare med 3-0 i matcher)

## Finaler: Bäst av fem
- 15 april 2009: Solna Vikings-Telge Energi 65-55
- 18 april 2009: Telge Energi-Solna Vikings 85-62
- 20 april 2009: Solna Vikings-Telge Energi 69-68
- 23 april 2009: Telge Energi-Solna Vikings 54-66 (Solna Vikings vinnare med 3-1 i matcher)

Solna Vikings svenska mästare säsongen 2008/2009.